# Atanasio Echeverria y Godoy
Pour les articles homonymes, voir Echevarría et Godoy.

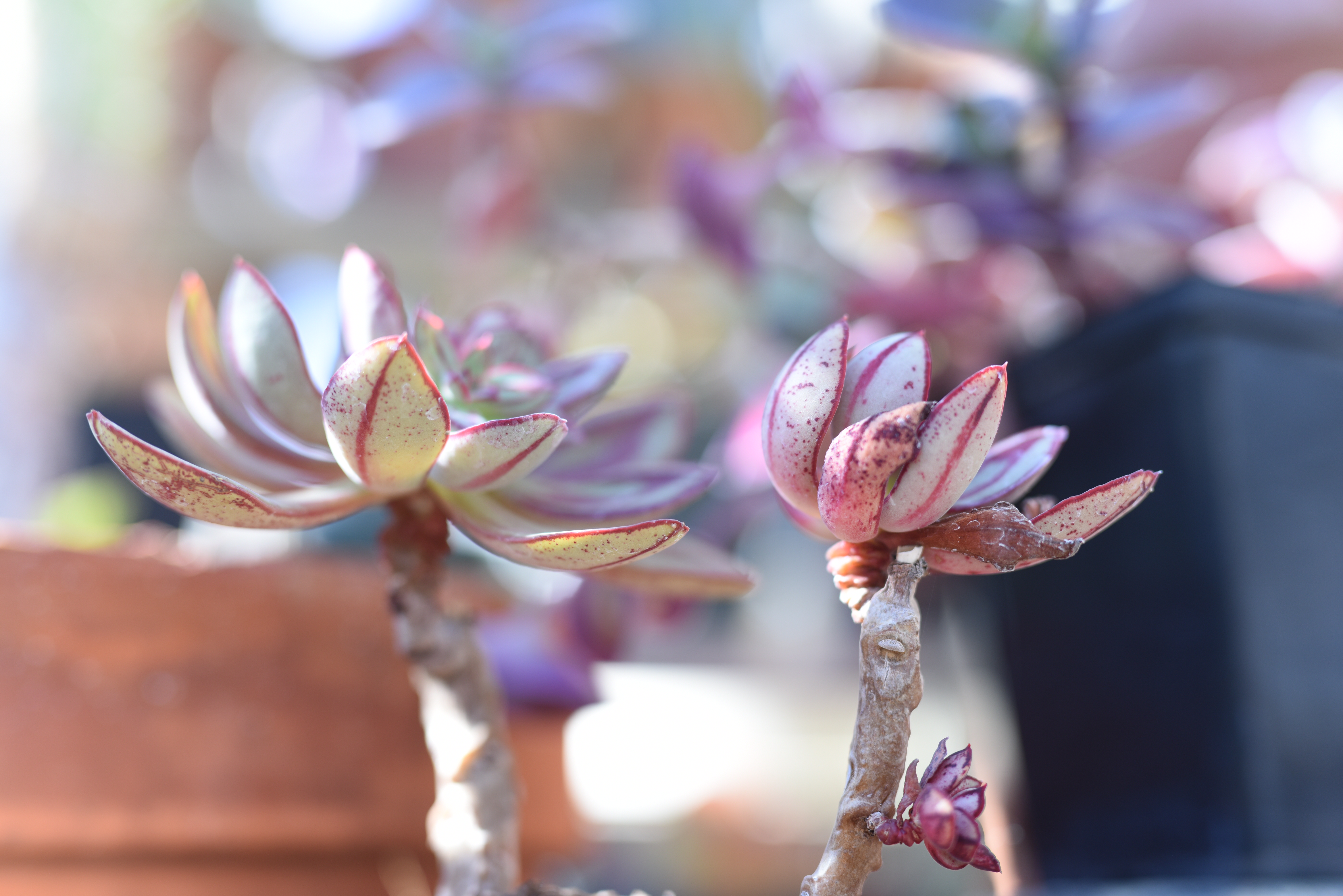
echeveria nodulosa

Atanasio Echeverria y Godoy est un artiste-naturaliste mexicain né vers 1771 et mort en 1803.
Cet artiste accompagne Martin de Sessé y Lacasta (1751-1808) et José Mariano Mociño Suárez de Figueroa (1763-1819) dans une grande expédition à travers le Mexique pour faire un inventaire de la faune et de la flore du pays. À cause de l’instabilité politique que traverse l’Espagne après les guerres napoléoniennes, le projet ne voit pas le jour. Un grand nombre de ses dessins est notamment conservé à l’Institut Hunt pour la documentation botanique.
Le genre botanique Echeveria (plantes de la famille des Crassulaceae) a été nommé en son honneur par Augustin Pyramus de Candolle.